# Fontaine de la Rouillasse
La fontaine de la Rouillasse est située à Soubise, en France. L'immeuble a été inscrit au titre des monuments historiques en 1996.

## Historique
Le bâtiment est inscrit au titre des monuments historiques par arrêté du 28 octobre 1996.